# 仙北町
仙北町（せんぼくまち）は、秋田県の中央部に位置していた町である。2005年（平成17年）に周辺の市町村と合併して大仙市となった。
平安時代に置かれた役所跡である払田柵跡（ほったのさくあと）、縄文時代晩期の土偶や弥生時代の水田跡が出土した星宮遺跡（ほしのみやいせき）、国の名勝に指定されている池田氏庭園がある。
岩手県盛岡市にある字名「仙北町（せんぼくちょう）」や東北本線仙北町駅は、仙北郡からの移民が多かったことに由来する。

## 地理
面積が29.56km2と、比較的小規模な自治体で大曲市に隣接する。町全体が平坦な地形で、丸子川、川口川、矢島川などのいくつかの河川が集まり、西に向かって流れる。
- 河川：丸子川、川口川、矢島川、窪堰川
- 山：真山、長森、一ッ森

## 教育
- 大仙市立仙北中学校
- 大仙市立横堀小学校
- 大仙市立高梨小学校

## 歴史
- 801年頃 - 払田柵建設。
- 1872年（明治5年）8月 - 学制制定により、高梨、払田、戸地谷に学校を設置。
- 1887年（明治20年）3月31日 - 戸地谷小学校が、高梨小学校に併合される。
- 1889年（明治22年） 4月1日 - 横堀村、福田村、堀見内村、板見内村が合併し、横堀村誕生。
- 同日 - 高梨村、橋本村、払田村、上野田村、戸地谷村が合併し、高梨村誕生。
- 1896年（明治29年）8月31日 - 陸羽地震（六郷地震）。高梨村の被害は死者13人、負傷者13人、家畜・家屋の被害額18万9421円。横掘村の被害は死者7人、負傷者6人。
- 1909年（明治42年） - 高梨村役場と池田家に電話が開通。
- 1914年（大正3年）3月15日 - 秋田仙北地震。高梨村の被害は死者6人、負傷者13人、家屋全壊49戸、半壊22戸。横掘村の被害は死者3人、負傷者8人、家屋全壊23戸、半壊44個。
- 1916年（大正5年）4月 - 払田柵跡が発見される。
- 1931年（昭和6年）3月 - 払田柵跡が、国の史跡に指定される。
- 1933年（昭和8年）9月 - 横掘村が、経済更生指定村に指定される。
- 1955年（昭和30年）3月31日 - 横堀村、高梨村が合併し、仙北村誕生。
- 1958年（昭和33年）4月 - 仙北中学校開校。
- 1964年（昭和39年）3月 - 仙北村立横堀小学校を仙北村立仙北北小学校、仙北村立高梨小学校を仙北村立仙北南小学校にそれぞれ改名。
- 1965年（昭和40年）
  - 4月 - 仙北村立仙北北小学校を仙北村立北小学校、仙北村立仙北南小学校を仙北村立南小学校にそれぞれ改名。
  - 8月 - 「村民の歌」制定。
  - 9月 - 公民館竣工。
- 1967年（昭和42年）
  - 5月 - 村の木をイチョウに決める。
  - 8月 - 学校給食センター竣工。
- 1969年（昭和44年）
  - 6月 - 仙北村スポーツ少年団が結成される。
  - 8月 - 仙北村母子健康センター（敷地面積1308m2、建物面積2949m2、総工費688万1000円）竣工。
  - 11月 - 村民体育館（建物面積1392m2、総工費4550万円）竣工。
- 1970年（昭和45年）
  - 4月 - 仙北地区農村基盤整備総合パイロット事業調査地区に採用される
  - 9月 - 東日本ガン征圧大会において、予防対策が優秀なため、予防協会長から表彰される。
  - 9月 - マーベルト株式会社秋田工場を誘致。
  - 11月 - 食品活改善中央大会において、仙北村栄養改善推進協議会が全国表彰される。
  - 12月 - 仙北村国民保養センター「秋仙荘」完成。
- 1971年（昭和46年）
  - 4月 - 結核予防対策優良村として、全国表彰される。
  - 11月 - 秋田県健康推進大会において、母子保健功労団体として、表彰される。
- 1972年（昭和47年）
  - 3月 - 老人憩いの家「仙寿荘」完成。
  - 4月 - 仙北村立保健所が開所する。
  - 7月 - 献血推進に積極的な協力町村として、厚生大臣から感謝状が贈られる。
  - 9月 - 村民プール完成。
- 1973年（昭和48年）
  - 10月 - 三共光学工業株式会社仙北工場を誘致。
  - 11月 - タニタ電気株式会社秋田工場を誘致。
- 1974年（昭和49年）
  - 4月 - 町制施行し仙北町となる。これに伴い施設の名称が、村立から町立になる。
  - 5月 - 広域消防仙北町分署が設置される。
  - 6月 - 仙北町役場新庁舎竣工。
- 1976年（昭和51年）7月 - 初めてヘリコプターによる航空防除を実施する。
- 1977年（昭和52年）
  - 5月 - 稲作経営者会議が、全国農業新聞賞を受賞。
  - 12月 水稲反収635kgで、全国第2位となる。
- 1978年（昭和53年）11月20日 - 仙北中学校新校舎竣工。
- 1983年（昭和58年）4月12日 - 堀見内ささら、高梨神社正神楽、水芭蕉群が町の文化財に指定される。
- 1989年（平成元年）10月20日 - 国道13号線が、部分開通する。
- 2005年（平成17年）3月22日 - 周辺市町村と合併し大仙市となる。

## 交通

### 道路
- 国道13号

## 著名な出身者
- 加才信夫 （俳人）
- 後藤宙外（作家）
- 後藤良（ダンサー）
- 菅原美智子（アナウンサー、福島市議会議員）
- 竹村洋平（漫画家）
- 田村大三（音楽家）

## その他
- 払田柵跡（国の史跡）
- 池田氏庭園（国の名勝）